# Microsoft Edge
Microsoft Edge ist ein Webbrowser des Softwareherstellers Microsoft. Er wurde am 29. Juli 2015 mit Windows 10 veröffentlicht und hat dort den Internet Explorer als Standardbrowser ersetzt; der mittlerweile Chromium-basierte Edge ist der vorinstallierte Standard-Browser in Windows 10 ab Version 20H2 und Windows 11, sowie durch automatische Updates vom April 2021 auch in früheren Windows-Versionen.

## Geschichte

Microsoft-Edge-Logo bis zum 15. Januar 2020

Eine Vorversion wurde am 30. März 2015 veröffentlicht; am 29. April 2015 wurde bekanntgegeben, dass der Browser, der zuvor Project Spartan genannt worden war, offiziell Microsoft Edge heißt.
Seit 30. November 2017 sind Versionen für iOS und Android verfügbar. Ursprünglich wurde EdgeHTML als Browser-Engine genutzt, heute basiert Edge auf Chromium, das Blink als Engine nutzt, und läuft auf Windows, macOS und Linux. Unter Windows 10 ersetzt seit Anfang 2020 Project Anaheim – der Entwicklungsname des neuen Chromium-basierenden Edge-Browsers – den bisherigen „Edge Legacy“ vollständig.

## Funktionen
Verglichen mit Internet Explorer hat Microsoft drei neue Merkmale präsentiert: Websites können mit Notizen versehen werden und das so entstandene Dokument ähnlich einem Screenshot mit Freunden oder Kollegen geteilt werden; ein „Lesemodus“ kann den Lesefluss störende Elemente ausblenden; und ein Instapaper ähnelnder Lesezeichen-Service ist in den Browser integriert.

### Sidebar
Seit der Edge-Version 106 gibt es eine Sidebar. Es gibt eine Bing AI-Integration, mit dem man in der Seitenleiste mit Bing AI chatten kann. Außerdem kann man ihn auch einen Text verfassen lassen, und zwischen verschiedenen Textsorten auswählen: Professionell, Leger, Enthusiastisch, Informativ und Lustig, dabei gibt es Anpassungsmöglichkeiten.
Mit "Insights" kann man die offene Webseite schnell überblicken; man sieht die Aufrufzahlen der Website, den monatlichen Traffic, den globalen Rang, die regionale Rangfolge und wie die Besucher diese Seite gefunden haben, was sich die Personen, die diese Website besucht haben, noch angesehen haben. Es gibt noch mehrere Features, wie Outlook-, Office-, OneNote-, und eine Skype-integration.
Die Sidebar kann deaktiviert werden.

### EdgeHTML
Die ursprüngliche als Project Spartan entstandene Version von Edge, retronym in „Edge Legacy“ umbenannt, nutzt die neu entwickelte HTML-Rendering-Engine EdgeHTML und ersetzt damit die im Internet Explorer verwendete Trident-Engine. Der Webbrowser unterstützt damit keine alten Technologien wie ActiveX und Browser Helper Objects mehr; stattdessen wird ein Erweiterungssystem nach dem neuen Standard Browser Extensions genutzt, der auch von anderen Browsern wie Firefox und Chrome unterstützt wird. Fast 80 % der CSS-Eigenschaften mit -ms-Präfix werden von Edge nicht mehr unterstützt. Die in Internet Explorer unterstützten Dokument-Modi, mit denen der Browser Websites so darstellen kann, wie es ältere Browserversionen taten, fallen ebenfalls weg. Wie schon Internet Explorer 10 und neuer unterstützt auch Edge keine Conditional Comments mehr. Hinzugekommen sind indes über 90 Eigenschaften des -webkit-Präfix – Microsoft beugt sich damit der Dominanz der WebKit-basierten Browser im Mobile-Markt.
Die Entwickleroptionen der EdgeHTML-Versionen beinhalteten die „Dokumentmodus“-Funktion zum Simulieren der Darstellung von Seiten in den Internet-Explorer-Versionen 5 bis 11.
Wie schon der Internet Explorer ist Edge (Legacy) bis Version 2004 fest in das Betriebssystem Windows 10 integriert und lässt sich betriebssystembedingt kaum löschen. Auch wenn der neuere Chromium-basierte Edge nachinstalliert wird bleibt Edge Legacy auf dem System, lässt sich allerdings nicht mehr ohne Umwege ausführen. Unter Windows 10 nutzte der Browser das ebenfalls vorinstallierte Adobe-Flash-Plug-in; auch PDF-Dokumente zeigt Microsoft Edge ohne Zusatz-Tool gleich im Browser an und installiert automatische Softwareaktualisierungen über die Windows-Update-Funktion. Anders als im Internet Explorer lässt sich mit Edge der Microsoft-Sprachassistent Cortana nutzen. Auch auf der Xbox One ist ein EdgeHTML-basierter Edge-Webbrowser vorhanden.
Edge unterstützte zu Beginn nur die lizenzpflichtigen Codecs H.264 und H.265 für das HTML5-Videoelement, ab Version 14.14291 ließen sich jedoch auch WebM-Videos mit VP9 sowie Opus-Audiodateien abspielen. Seit dem Creators Update (Windows 10 Version 1703) zeigte Edge auch E-Books im EPUB-Format an, solange diese nicht DRM-verschlüsselt sind.
Die EdgeHTML-Browser-Engine bzw. Edge Legacy wird nicht mehr weiterentwickelt, der Support endete am 9. März 2021. Version 44 war die letzte Version von Edge Legacy für Windows 10.
Am Update-Dienstag im April 2021 veröffentlichte Microsoft für Windows 10 ein Update, mit dessen Anwendung EdgeHTML deinstalliert und der neue Edge installiert wurde.

### Blink

#### Mobil
Für Android ist eine Version verfügbar, die auf der Browser-Engine Blink von Google Chrome basiert. Zusätzlich gibt auch eine Version für iOS von Apple, diese basiert allerdings systembedingt auf der WebKit-Engine, von der Blink eine Abspaltung (englisch Fork) ist. WebKit seinerseits ist eine Abspaltung von KHTML.

#### Desktop
Im Dezember 2018 kündigte Microsoft an, dass zukünftige Versionen von Edge auf Chromium basieren werden (Project Anaheim). Der Chromium-Webbrowser nutzt die Blink-Browser-Engine und ist auf zusätzlichen Betriebssystemen und Plattformen verfügbar, was auch Microsoft ermöglichte, Edge für weitere Betriebssysteme zu veröffentlichen – bereits in der Beta-Phase gab es daher Edge-Versionen für macOS sowie für die älteren Betriebssysteme Windows 7 und Windows 8.1. Im Oktober 2020 ist eine erste Testversion für Linux erschienen.
Die Versionsnummer von Edge folgt nun jener von Chromium, was den Sprung von Version 44 auf ≥79 erklärt.
Am 15. Januar 2020 stand die stabile Version des neuen Edge-Browsers, neben einem manuellen Download, auch über Windows-Update zur Verfügung – sowohl für Windows 10 ab Version 1903 als auch für die älteren Betriebssysteme Windows 7 (dessen Support einen Tag vorher endete) und Windows 8.1. Mit dem Support-Ende der Basis Chromium für Windows 7 und 8/8.1 ist die Edge-Version 109 vom Januar 2023 die letzte Version für diese älteren Windows-Versionen.
Unter Windows 10 ersetzt das Update den bisherigen Edge Legacy vollständig, obwohl dieser weiterhin installiert bleibt. Mit dem Upgrade auf Version 20H2 von Windows 10, das im Oktober 2020 verfügbar wurde, ist nur noch der Chromium-basierte Edge installiert und Edge Legacy vollständig aus dem Betriebssystem entfernt.

## Versionen

### Microsoft Edge Insider
Microsoft Edge Insider ist das Beta-Programm von Edge. Es besteht ähnlich wie beim Windows-Insider-Programm aus sogenannten Channels, die die Veröffentlichungsabstände und somit auch die Stabilität definieren.
Microsoft Edge Insider ist nur für Windows, MacOS (und Linux) verfügbar.
In den Browser-Optionen kann man die Beta-Versionen nicht als Standard-Browser einstellen, da dies Vorabversionen sind, mit den Einstellungen für Standardprogramme des Betriebssystems kann man dies jedoch umgehen.
Für Mobilgeräte gibt es auch Beta-Versionen, die man über die jeweiligen App-Stores herunterladen kann.

#### Beta-Channel
Der Beta-Channel bringt alle 6 Wochen neue Updates, die neue Funktionen enthalten. Aufgrund der vergleichsweise geringen Update-Rate sind die Versionen relativ stabil.
Die Updates enthalten Funktionen aus den Dev- und Canary-Builds.

#### Dev-Channel
Der Dev-Channel bringt wöchentlich neue Updates raus, welche Funktionen aus dem Canary-Channel enthalten. Auch dieser Browser ist relativ stabil.
Er stellt zurzeit die einzige Edge-Version, die offiziell auch Linux unterstützt.

#### Canary-Channel
Der Canary-Channel bringt täglich neue Updates raus und ist somit der aktuellste Edge. Alle neuen Features, die die Entwickler entwickelt haben, werden unverzüglich in den Canary-Channel implementiert. Im Windows-Insider Programm ist der Canary-Channel Microsoft intern, im Edge-Insider-Programm hingegen, wie alle anderen Channels, öffentlich. Laut Microsoft kann dieser Channel sehr instabil sein, erfahrungsgemäß ist er aber relativ stabil.

## Marktanteile
Der Browser kämpfte mit Akzeptanzproblemen. Am stärksten war er 2017/18 mit über 80 Prozent auf der Xbox und auf Windows Phone mit rund 70 Prozent. Im Desktop-Segment (alle Plattformen) pendelte er ab Oktober 2017 über viele Monate mit geringen Veränderungen bei etwas über 4 Prozent, davon in Windows 4,8 Prozent, obwohl er auch hier vorinstalliert ist. In allen anderen Bereichen ist er entweder nicht verfügbar oder kommt auf keine nennenswerten Marktanteile (jeweils Durchschnittswerte von August 2017 bis August 2018).
Seit Ende 2019 ist Edge, laut einer Statistik von Net Marketshare, verbreiteter als der IE.

## Kritik
Bei der Veröffentlichung von Windows 10 galt Edge Legacy als unfertig. In der mit Windows 10 Version 1607 gelieferten Version lässt sich unter anderem die Menüleiste nur eingeschränkt konfigurieren. Suchmaschinen sind nur einzufügen, wenn man auf deren Website ist, die Suchmaschinen ließen sich nicht wieder entfernen.
Mitunter kam es in Edge Legacy zu Darstellungsfehlern. Als Workaround konnte man entweder bei jedem Zugriff einen manuellen Wechsel zum Internet Explorer (zur Trident Engine) initiieren, oder für bestimmte Seiten vorab „Enterprise Mode“-Regeln für einen automatischen Wechsel definieren.
Kritisiert wurde auch, dass Nutzer in Windows 10 davon abgehalten werden, andere Browser zu nutzen, was aus wettbewerbsrechtlichen Gründen jedoch nicht gestattet ist. Diese Praxis verfolgte Microsoft bereits in den sogenannten Browserkriegen.
In Windows 10 sendet Edge jede besuchte Webseite als Telemetriedaten an Microsoft. Wenn das Microsoft-Tool SmartScreen nicht deaktiviert ist, werden die Adressangaben besuchter Seiten nicht nur komplett mit Parametern in unverschlüsselter Form erfasst, auch die eindeutige Account ID (SID) wird mit übertragen, was die in der Datenschutzerklärung eingeräumte anonyme Nutzung weit übersteigt. Andere Browser bieten auch teilweise einen seitenbasierten Schutz, speichern und übertragen aber nur Prüfsummen der URL, ohne Logindaten und in verschlüsselter Form, um vor gefährlichen Seitenaufrufen zu warnen.
Seit Juni 2020 wird beim Windows Update auch älterer Versionen ungefragt Edge mitinstalliert und selbstständig Browserdaten fremder Browser in die Edge-Umgebung kopiert.